# هبوط إجباري
الهبوط الإجباري (forced landing) هو هبوط بواسطة طائرة يتم إجراؤه وفقًا لعوامل خارجة عن سيطرة الطيار، مثل فشل المحركات أو الأنظمة أو المكونات أو الطقس الذي يجعل استمرار الطيران مستحيلًا. للحصول على وصف كامل لهذه، راجع مقالة عن الهبوط الاضطراري. ومع ذلك، فإن المصطلح يعني أيضًا هبوطًا تم إجباره على الاعتراض.

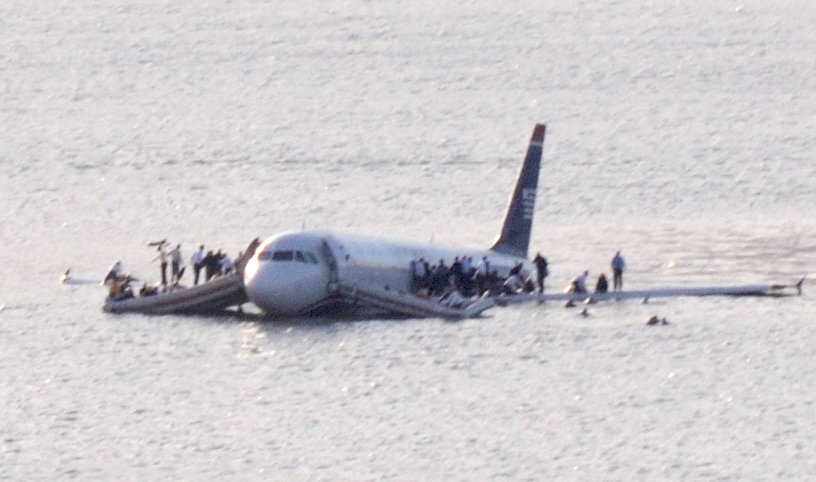
رحلة الخطوط الجوية الأمريكية 1549 تهبط على مياه نهر هدسون

قد تُجبر طائرة على الهبوط من خلال استخدام القوة أو التهديد باستخدامها، إذا انحرفت عن مسارها في منطقة أجنبية معادية. تحتوي اتفاقية شيكاغو للطيران المدني الدولي على إرشادات في الملحق 2 حول «إشارات للاستخدام في حالة الاعتراض»: عادةً بالنسبة للطائرة العسكرية التي تقترب من الطائرة من أسفل وإلى اليسار، حيث يمكن رؤية طائرته بسهولة من المقعد الأيسر حيث يجلس القبطان. تهتز الطائرة المعترضة بجناحيها للإشارة إلى مطلب اتباعها.
يخضع المجال الجوي الإقليمي لسيادة الدولة المعنية، وينظم قانونها المحلي معاملة الطائرات المتطفلة. يمكن أن تشمل النتائج:

## روابط خارجية
- Hassan، Farooq (يوليو 1984). "The Shooting down of Korean Airlines Flight 007 by the USSR and the Future of Air Safety for Passengers". The International and Comparative Law Quarterly. ج. 33 ع. 3: 712–725. DOI:10.1093/iclqaj/33.3.712. JSTOR:759165.